# 弥の明後日
弥の明後日（やのあさって、英: three days after tomorrow）とは、明後日の次の次の日、すなわち今日より4日後の日である。「やなあさって」「やねあさって」ともいい、明々々後日（みょうみょうみょうごにち）ともいう。また、地域により明々後日（しあさって）、五明後日（ごあさって）ともいう。
明後日の次の次の日（今日より4日後の日）を「しあさって」という場合、「やのあさって」は明後日の次の日（今日より3日後の日）を指すこともある。地域により意味が入れ替わる「やのあさって」と「しあさって」だが、「みょうみょうみょうごにち」といえば地域にかかわらず明後日の次の次の日（今日より4日後の日）を指すことができる。

## 分布状況の研究
地域により意味が異なる。1960年代に国立国語研究所において行われた調査によって、「やのあさって」と「しあさって」を含む、方言の東西対立の実態が明らかにされ、その成果は『日本言語地図』にまとめられた（『日本言語地図』の代表的な解説書としては徳川宗賢編『日本の方言地図』がある。）。

## 方言地理学からの研究
方言地理学の観点から、「やのあさって」系の用法についての冒頭で述べたような混乱状態について、以下のような説明がなされる。
「やのあさって」は東部方言であり、東部地域においては3日後の呼称としておおむね定着していた。かつての西部方言の主流であった「さきあさって」「ささって」の東部進出があったもののこれを食い止めている。「ささって」の系統の用法は現在の岐阜県、三重県と九州地方に見られるにとどまっているが、これは「やのあさって」の牙城を「ささって」が覆せなかったばかりか、新たに「しあさって」が3日後の呼称として西部地域に普及し、「ささって」が「しあさって」に駆逐され廃れてしまったためと考えられている（方言周圏論）。
西部において「ささって」を駆逐した「しあさって」の東部進出はほとんどの地域においては「やのあさって」により食い止められたが、福島県いわき市周辺から東京方面にかけてで4日後の用法として「しあさって（ひあさって、ひやさって）」（3日後は「やなさって」）の呼称が使用されている。これは方言としては珍しい逆転現象である。